# Єлизавета I
Єлизавета I (англ. Elizabeth I of England; 7 вересня 1533 — 24 березня 1603) — королева Англії та Ірландії між 1558 та 1603 роками. За час її правління, особливо завдяки перемозі над Іспанською Армадою, Англія перетворилася з другорядної держави на периферії Європи на країну-володарку морських просторів. Національна героїня Англії.
Єлизавета була 5-м й останнім монархом із династії Тюдорів, донькою короля Генріха VIII. При народженні Єлизавета отримала титул принцеси, але після страти її матері, королеви Анни Болейн, була оголошена незаконнонародженою. Можливо саме через це її брат Едуард VI позбавив сестру спадку. Проте його заповіт був анульований. Третім законом про спадщину, виданим англійським парламентом 1543 року, який зробив Єлизавету першою в черзі престолонаслідування в разі смерті Марії I Кривавої без спадкоємця. Під час правління Марії I, Єлизавета провела близько року ув'язненою за звинуваченнями у зраді, політичних інтригах проти Марії I та допомозі протестантській церкві.
Єлизавета спиралася в своєму правлінні на королівську раду, в якій засідали провідні політики того часу на чолі з радником Вільямом Сесілом, 1-им Бароном Берлі. Одним з її перших політичних досягнень була підтримка відокремлення англійської протестантської церкви від Римо-Католицької, і проголошення монарха Англії її верховним опікуном (Акт про верховність 1558 року). Церковний порядок, запроваджений Єлизаветою, суворо дотримувався під час її правління й пізніше переріс у теперішню Англіканську церкву. Очікувалось, що Єлизавета вступить в шлюб і народить спадкоємця роду Тюдорів, але попри часті звернення парламенту, вона відмовлялася. Мотиви цього вибору невідомі й стали темою численних дискусій. З часом незайманість Єлизавети принесла їй славу й стала приводом для культу особи, свідченням чого стали тогочасні портрети, пишні заходи та література.
За стилем правління Єлизавета I була стриманішою ніж інші Тюдорські монархи. Одним з її девізів був «лат. video et taceo» («англ. see but silent») — «бачу, але мовчу». Ця стратегія, яку не завжди схвалювали її радники, часто рятувала королеву від невигідних політичних та подружніх союзів. Незважаючи на її обережність у міжнародних відносинах та не надто завзяту підтримку кількох безрезультатних і незграбних військових кампаній у Нідерландах, Франції та Ірландії, перемога над Іспанською Армадою назавжди пов'язала її ім'я з однією з грандіозних звитяг в англійській історії. Уже через 20 років після її смерті Єлизавету вважали правителькою золотої доби — ставлення, яке і досі домінує у англійців. Правління Єлизавети відоме як Єлизаветинська ера, яка відома, передусім, розквітом англійської драматургії на чолі з Вільямом Шекспіром і Крістофером Марлоу та доблестю англійських мореплавців, серед яких вирізнялися такі шукачі пригод, як Френсіс Дрейк.
Оцінки деяких істориків стриманіші. Вони часто змальовують Єлизавету як нерішучу правительку з поганим характером, якій, проте, надзвичайно щастило. Ближче до кінця її правління економічні та військові проблеми послабили її популярність настільки, що багато підданих зітхнули з полегшенням після її смерті. Єлизавета вважається харизматичною виконавицею ролі королеви і неймовірно живучим політиком у період слабкої і розбалансованої монархічної влади в Англії, в той час як у сусідніх країнах монархи боролись за виживання, як, наприклад, суперниця Єлизавети, Марія Стюарт.

## Раннє життя
Єлизавета народилась у Палаці Пласентія в Палаті Дів 7 вересня 1533 року між третьою і четвертою годиною дня. Її назвали на честь її бабусь як з материнського, так і з батьківського боку — Єлизавети Йоркської та Єлизавети Говард. Вона була другою донькою Генріха VIII, яка не померла в ранньому дитинстві; її матір'ю була друга дружина Генріха, Анна Болейн. При народженні Єлизавета стала спадкоємицею престолу Англії. Її старша сестра Марія втратила позицію законного спадкоємця, коли Генріх анулював шлюб із матір'ю Марії, Катериною Арагонською, щоб одружитись з Анною. Король Генріх VIII до відчаю прагнув законного сина, щоб забезпечити неперервність династії Тюдорів. Анну коронували короною святого Едуарда, коли вона була вагітна Єлизаветою. Анна залишилася єдиною людиною, яка була коронована цією короною, але не була монархом Англії. Після народження Єлизавети, Анна не змогла забезпечити Генріха законним сином. Вона постраждала від принаймні двох викиднів, одного в 1534 році й іншого на початку 1536 року. 2 травня 1536 року її заарештували й посадили за ґрати. Похапцем засуджена за фіктивними звинуваченнями, вона була обезголовлена 19 травня 1536 року.

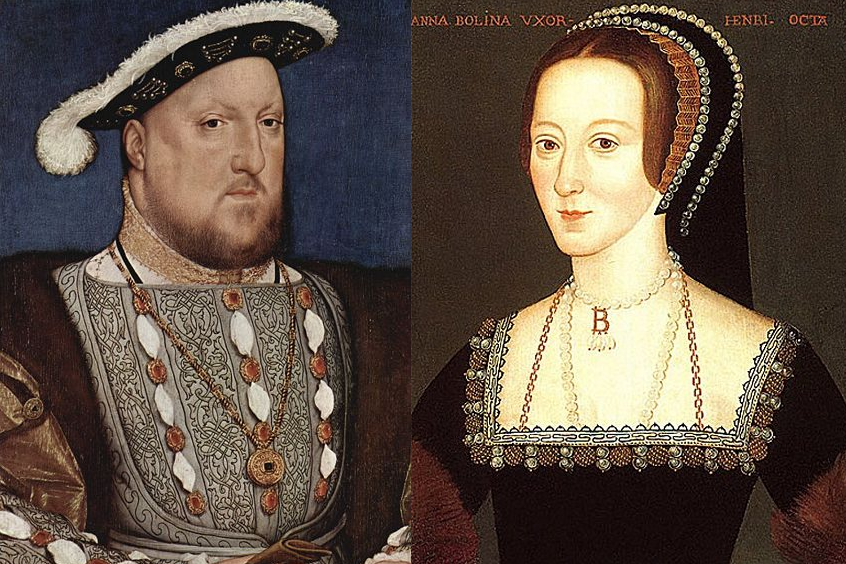
Єлизаветині батьки, Генріх VIII і Анна Болейн

Єлизавета, якій на той час було 2 роки й 8 місяців, була оголошена незаконнонародженою і позбавлена титулу принцеси. Через одинадцять днів після смерті Анни Болейн Генрі одружився з Джейн Сеймур, яка померла через дванадцять днів після народження їхнього сина, принца Едварда. Єлизавету поселили при дворі Едварда, і при його хрещенні вона тримала крижму, освячений рушник для дитини.
Перша леді-вихователька Єлизавети, Маргарет Браєн писала про ніжність і тендітність дитини. З осені 1537 року Єлизаветою опікувалась Бланш Герберт, яка залишалась її леді-вихователькою до кінця 1545 або початку 1546 року. Катерина Чемперноун, відома більше як Кет Ешлі, була призначена гувернанткою Єлизавети 1537 року, і вони залишались друзями до смерті Кет у 1565 році, після чого Бленш Перрі замінила її на посаді Головної дами Таємної ради її величності. Ешлі, безсумнівно, добре вишколила Єлизавету, яка до того часу, як Вільям Гріндол став її репетитором 1544 року, вже могла писати англійською, латинською, та італійською. Під керівництвом Гріндола, талановитого та умілого вчителя, вона мала успіхи у вивченні французької та грецької мов. Після смерті Гріндола в 1548 році, Єлизавета продовжила освіту під керівництвом Роджера Ешема, який вірив, що навчання повинне бути веселим і розважальним, і ставився до неї з розумінням. У час закінчення її формальної освіти 1550 року, вона була найосвіченішою жінкою свого покоління.

## Томас Сеймур
Генріх VIII помер 1547 року, коли Єлизаветі було 13, а престол успадкував її зведений брат Едуард VI. Катерина Парр, остання дружина Генріха, незабаром пошлюбила Томаса Сеймура, 1-го барона Сеймур Саделі, дядька Едварда VI і брата лорда-протектора Едварда Сеймора, 1-го герцога Сомерсетського. Пара прийняла Єлизавету в свою домівку в Челсі. Там Єлизавета пережила емоційну кризу, яка, на думку деяких істориків, мала на неї вплив впродовж всього її життя. Наближаючись до свого сорокового дня народження, Сеймур усе ще зберігав «значну сексуальну привабливість» і палко загравав з чотирнадцятилітньою Єлизаветою: входив до її кімнати в нічному халаті, лоскотав та ляпав по сідницях. Коли Катерина Парр в травні 1548 року спіймала їх в обіймах, вона вислала Єлизавету геть.
Намагаючись здобути контроль над королівською родиною, Сеймур продовжив свої інтриги. Коли Катерина Парр померла від післяпологової гарячки 5 вересня 1548 року, він відновив залицяння до Єлизавети з наміром одружитись із нею. Деталі його колишньої поведінки з Єлизаветою випливли на поверхню під час допиту Кет Ешлі та Томаса Перрі, скарбника Єлизавети. У січні 1549 року Сеймура заарештували за підозрою в змові: намірі одружитись з Єлизаветою і відсторонити від влади її брата. Єлизавета, яка на той час перебувала в Гетфілд Гауз, не зізналася. Її впертість довела до нестями її допитувача, сера Роберта Тервітта, який сказав: «Я бачу з вигляду на її обличчі, що вона винна». Сеймурові стяли голову 20 березня 1549 року.

## Королева Марія
Едуард VI помер, скоріш за все від туберкульозу, 6 липня 1553 року, у віці 15 років. Його заповіт скасував Акт про порядок наслідування корони 1543 року, вилучив Марію та Єлизавету з черги престолонаслідування, і натомість оголосив спадкоємницею леді Джейн Грей, онуку сестри Генріха VIII, Марії, герцогині Саффолк. Королівська таємна рада оголосила леді Джейн королевою, але коло її підтримки швидко розпалось, і її усунули від влади після дев'яти днів. Марія з тріумфом в'їхала в Лондон, Єлизавета поруч із нею.
Демонстрація солідарності між сестрами тривала недовго. Марія, перша правляча королева Англії, пізніше відома як Марія Кривава, була сповнена рішучості знищити протестантську віру, в якій виховувалася Єлизавета, і наказала всім відвідувати месу. Єлизавета була змушена демонструвати згоду. Початкова популярність Марії зменшилась, коли вона оголосила про свої наміри пошлюбити принца Філіпа Іспанського, сина імператора Карла V. Незадоволення швидко поширилось у всій країні, і чимало людей вважали Єлизавету точкою опори протидії релігійним реформам Марії. У січні і лютому 1554 року в кількох частинах Англії та Уельсу спалахнули повстання, відомі як бунт Ваєтта, оскільки їх очолював сер Томас Ваєтт-молодший.
Після провалу бунту Єлизавету привели в суд і розпочали допит. 18 березня її ув'язнили в лондонському Тауері, де 12 лютого, щоб вселити страх у серця повстанців, стратили леді Джейн Грей. Нажахана Єлизавета затято відстоювала свою невинність. Малоймовірно, що Єлизавета була замішана в змові, все ж деякі заколотники наполегливо шукали контактів із принцесою. Найближча довірена особа Марії, посол від Карла V, Симон Ренард наполягав, що трон Марії не буде в безпеці, доки Єлизавета жива, а канцлер-єпископ Стівен Гардінер намагався посадити Єлизавету на лаву підсудних. Прибічники Єлизавети при дворі королеви, такі як барон Вільям Педжет, переконали Марію помилувати сестру через відсутність конкретних доказів проти неї. Натомість, 22 травня Єлизавету перевели з Тауера до Вудстока, де вона повинна була провести майже рік під домашнім арештом під наглядом сера Генрі Бедінгфілда. Всю дорогу до Вудстока, натовпи вітали її квітами, оплесками та підбадьорливими вигуками.
17 квітня 1555 року, коли Марія наближалась до останньої фази своєї уявної вагітності, Єлизавету знову привезли до королівського двору. Якби правителька та її дитина померли, Єлизавета зійшла б на престол. З іншого боку, якби Марія народила здорову дитину, шанси Єлизавети стати королевою сильно зменшилися б. Коли виявилось, що королева насправді не була вагітною, більше ніхто не вірив, що вона може народити спадкоємця. Вступ на престол Єлизавети здавався гарантованим. Навіть Філіп, котрий став королем Іспанії 1556 року, визнавав нову політичну реальність. Відтоді він віддавав перевагу Єлизаветі над іншою кандидаткою Марією I Стюарт, королевою Шотландії, яка була заручена із французьким дофіном Франциском. Коли його дружина захворіла, Філіп послав графа Ферії, щоб порадитись з Єлизаветою. З жовтня Єлизавета вже планувала свій уряд. 6 листопада Марія визнала Єлизавету своєю спадкоємицею. Марія померла в Сент-Джеймському Палаці 17 листопада 1558 року, а через одинадцять днів Єлизавета посіла трон.

## Королева Єлизавета I

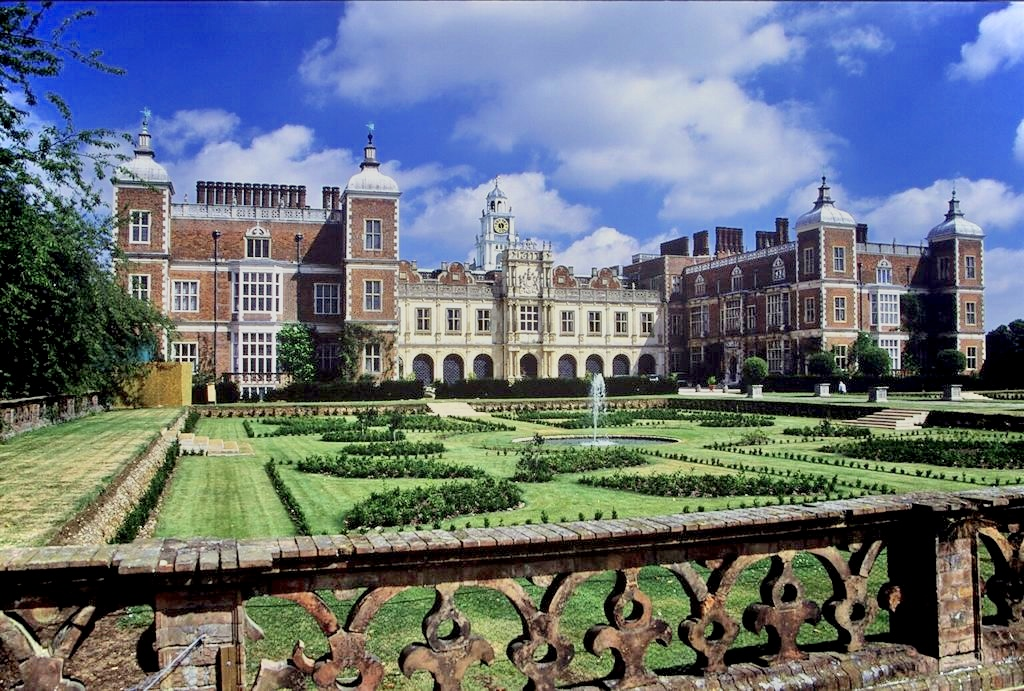
Палац Гетфілд Гауз. Саме тут Єлизавету повідомили про смерть її сестри в листопаді 1558.

Єлизавета стала королевою у віці 25 років. Коли її тріумфальна процесія ввійшла до міста ввечері напередодні коронації, громадяни тепло її вітали промовами, парадами, співами та гучним святкуванням з «міцним протестантським присмаком». Публіку причарували відкриті й лагідні відповіді Єлизавети. Наступного дня, 15 січня 1559, Єлизавету коронували у Вестмінстерському абатстві, вона отримала миропомазання католицького єпископа Карлайла. Її представили перед натовпом для всенародного схвалення під оглушливий звук орга́нів, флейт, труб, барабанів та дзвонів.
20 листопада 1558 року Єлизавета оголосила свої наміри королівській Раді та перам Англії, які прибули в Ґетфілд Гауз для присяги. У своїй промові королева вперше вжила властиву їй метафору «двох тіл»: природного та політичного.
 Мілорди, закон природи змушує мене оплакувати мою сестру; тягар, який впав на мене, приголомшує мене, але беручи до уваги, що я істота Божа, висвячена поклонятися Його волі, я поступаюся, бажаючи всім серцем, що матиму Його за радника небесного на цій посаді, мені даній. Оскільки я є природно тільки одним тілом, хоч мені й дано в опіку тіло політичне, я потребуватиму від Вас усіх… допомоги, щоб я своїм правлінням, а Ви своїм служінням, створили гідний звіт перед Господом на небі та краще майбутнє нашим нащадкам на землі. Я маю намір узгоджувати всі свої дії з доброю радою та обговоренням. 

## Шлюбне питання

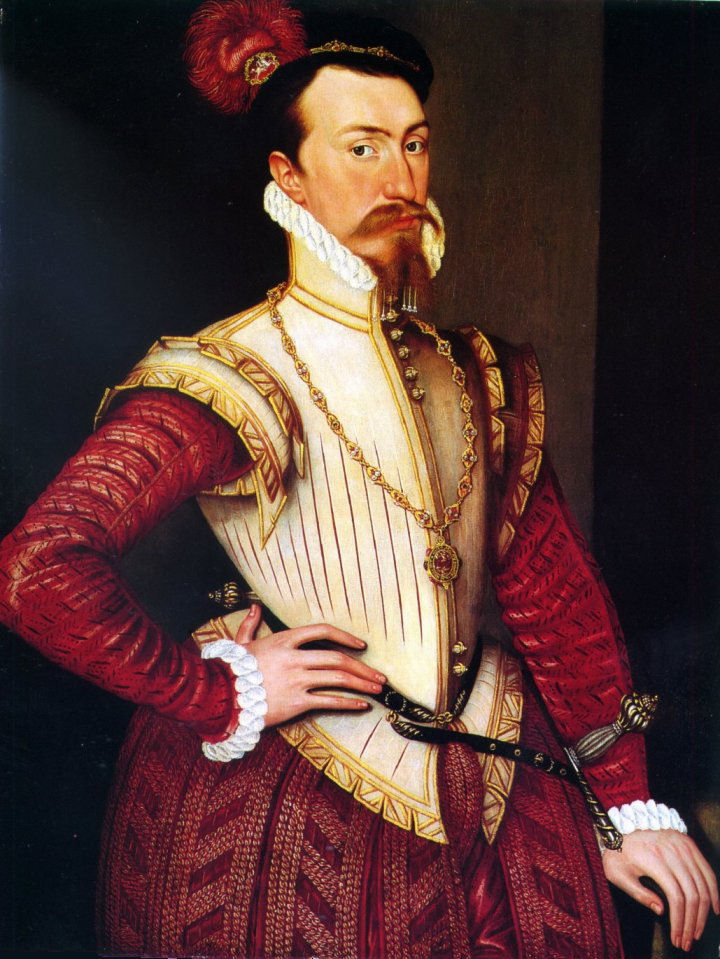
Роберт Дадлі, граф Лестер, 1560-ті роки. Дружба Єлизавети з Дадлі, її основним фаворитом, тривала більш ніж тридцять років.

З самого початку правління Єлизавети постало питання про те, з ким вона одружиться. Вона так і не зробила цього, і причини такого не з'ясовані. Історики припускають, що інцидент з Томасом Сеймуром змусив її боятися стосунків з чоловіками, або що вона знала про свою безплідність. Поки вагітність ще була можливою, королева розглядала кілька кандидатур. Її остання можливість шлюбу, яка закінчилась в 1581 році, коли їй було 48 років, була з Франсуа, герцогом Анжуйським, на 22 роки молодшим від неї. Єлизавета не мала потреби в чоловікові для правління, і шлюб міг позбавити її контролю над власним королівством, спричинивши іноземне втручання, як сталося з її сестрою Марією. З іншого боку, подружжя було останнім шансом народити спадкоємця.
Єлизавета часто одержувала шлюбні пропозиції, але серйозно вона розглянула лише трьох або чотирьох претендентів. З них усіх друг її дитинства лорд Роберт Дадлі, мабуть, дійшов найближче до мети. На початку 1559 року Єлизаветина дружба з одруженим Дадлі перетворилась на кохання. По двору і країні поповзли чутки, що вона з ним спала. Казали, що його дружина Емі Робсарт страждала від «недуги в одній з її грудей», і що лорд Роберт та королева дійшли до «таємного порозуміння», тобто були готові одружитися після смерті Емі. У вересні 1560 року Емі знайшли мертвою біля сходів. Деякий час Єлизавета серйозно обмірковувала ідею шлюбу з Дадлі, але політики Вільям Сесіл та Ніколас Трокмортон були стривожені й не приховували свого несхвалення. Опозиція була настільки непереборна, що ходили чутки про можливе повстання дворянства, якби королева повінчалася з лордом Дадлі.
Незважаючи на інші шлюбні проєкти, Єлизавета продовжувала заохочувати Дадлі в його амбіціях ще десятиліття, і навіть не збираючись одружуватися з ним, вона залишалася надзвичайно ревнивою. Врешті-решт, коли Дадлі, якого Єлизавета раніше зробила графом Лестером в 1564 році, знову одружився в 1578 році, королева відреагувала новими сценами невдоволення. Його дружина була змушена терпіти повсякчасну ненависть королеви. Попри це, вона продовжувала кохати Дадлі. Після смерті Єлизавети записку від лорда Роберта 1588 року було знайдено серед її особистих речей. Вона була позначена власною рукою королеви «лист від Нього».

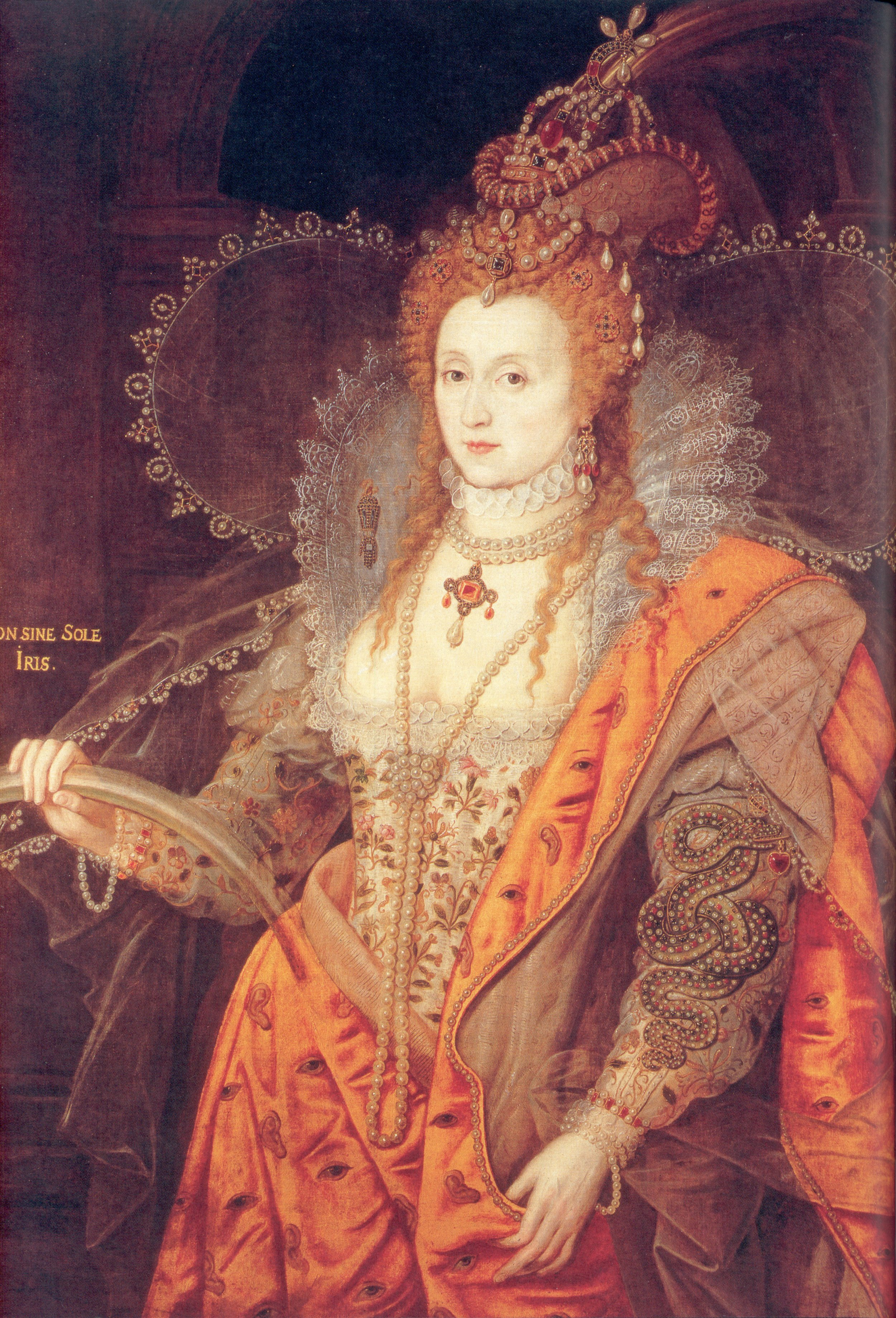
Так званий веселковий портрет Єлизавети I у молоді роки

Єлизавета не закривала шлюбне питання, але розглядала його переважно як можливий дипломатичний хід. Парламент багаторазово слав їй петиції, вимагаючи від неї вступити в шлюб, але вона завжди відповідала ухильно. У 1563 році вона сказала імператорському посланцю: «Якщо я дотримуватимусь схильності моєї природи, я б радше була жебрачкою та самотньою, ніж королевою і одруженою». Того ж року, після того, як Єлизавета захворіла на натуральну віспу, піднялося питання про спадкоємство. Парламент вимагав від королеви одружитися або призначити наступника, щоб запобігти громадянській війні після її смерті. Вона відмовилась від обох вимог. У квітні вона оголосила перерву між сесіями парламенту, яка тривала до 1566 року, коли королеві потрібно було зібрати податки. Палата громад пригрозила відмовити Єлизаветі в грошах, доки вона не забезпечить надійне престолонаслідування. У 1566 році сер Роберт Белл зухвало продовжував тему, незважаючи на наказ королеви припинити розмову, і став мішенню для її гніву. Того ж року вона зізналась іспанському послу, що хотіла б вирішити це питання без одруження. З 1570 року найвищі представники уряду примирилися з висновком, що королева ніколи не одружиться і ніколи не назве наступника. Вільям Сесіл активно шукав розв'язання проблеми престолонаслідування. Хоч за її мовчання Єлизавету називали безвідповідальною, вона добре знала, що саме воно тримало її престол у безпеці, адже якщо королева назвала б спадкоємця, корона стала б уразливою для державного перевороту.
Неодружений сімейний стан Єлизавети породив культ незайманості. У поезії та портретному живописі її змальовували дівою або богинею, або тим та іншим, а не простою жінкою. Спочатку тільки Єлизавета вважала свою незайманість чеснотою: 1559 року вона оголосила перед Палатою громад: «І в кінці мені буде достатньо того, що мармуровий камінь оголосить, що королева, після довгого правління, жила і померла дівою». Пізніше, особливо після 1578 року, поети та письменники запозичили цю тему і перетворили її в ікону, яка прославляла Єлизавету. У час метафор та зарозумілості її зображали як одружену з королівством і підданими, під божественним захистом. У 1599 році Єлизавета назвала своїх підданих «всі мої чоловіки».

## Міжнародні відносини

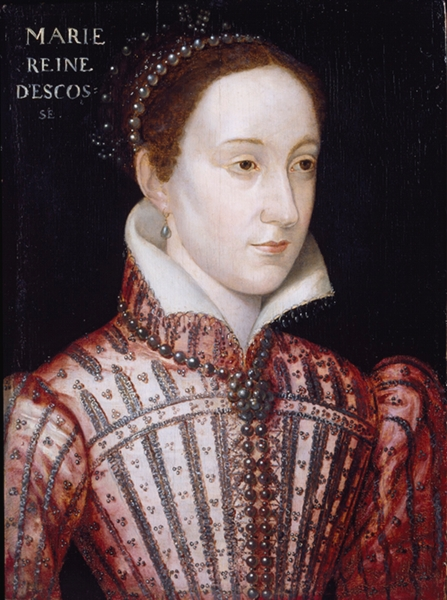
Марія, королева Шотландії, стала однією з найдошкульніших суперниць Єлизавети, зрештою спровокувавши свою ж страту.

За винятком Дадлі Єлизавета ставилася до теми подружжя як до аспекту міжнародної політики. Хоч вона відмовила Філіпу II в 1559 році, вона вела переговори про одруження з його родичем, ерцгерцогом Карлом Австрійським. Відносини з Габсбургами погіршились в 1568 році. Єлизавета на той час розглядала можливість подружжя з двома французькими принцами Валуа — Генріхом, герцогом Анжу, і пізніше, з 1572 до 1581 року, його братом Франсуа, герцогом Анжу. Друга пропозиція була очевидним планом об'єднатися з французами проти іспанського контролю католицьких Південних Нідерландів (теперішня Бельгія). Деякий час Єлизавета сприймала можливість заручин серйозно і навіть носила сережку у формі жаби, яку їй прислав Генрі.
Міжнародна політика Єлизавети була значною мірою оборонною. Винятком була катастрофічна окупація Гавра з жовтня 1562 року до червня 1563 року, коли гугенотські союзники Єлизавети вступили в бій проти католиків, щоб відібрати порт. Єлизавета мала намір обміняти Гавр на Кале, захоплене Францією в січні 1558 року. Вона послала армії в Шотландію в 1560, намагаючись перешкодити французам використати північне королівство як форпост. 1585 року вона підписала Нонсачський договір з голландцями з метою заблокувати іспанську загрозу. Тільки на морі Єлизавета дотримувалась агресивної політики. Це допомогло у війні з Іспанією, 80 % якої пройшло на морі. Вона посвятила в лицарі Френсіса Дрейка після його навколосвітньої подорожі у 1577—1580 роках. Дрейк прославився своїми нападами на іспанські порти та судна. Елементи піратства та самозбагачення надихали англійських мореплавців, над якими королева майже не мала контролю. Під час її правління відбулася перша постійна колонізація Нового Світу. Колонія Вірджинія була названа на честь Єлизавети в 1584 сером Волтером Релі та його експедицією.

### Шотландія
Першочерговою метою королеви Єлизавети в Шотландії було чинити опір французькому впливу. Вона боялась вторгнення французьких військ до Англії та утвердження на престолі Англії католички Марії Стюарт, яку підтримувала значна частина папської Європи. Єлизавету переконали ввести війська в Шотландію на допомогу тамтешнім протестантським повстанцям, і хоч кампанія була марною, Единбурзький договір, підписаний невдовзі після війни в липні 1560 року, поклав край французькій загрозі з Шотландії. Коли Марія повернулась в Шотландію 1561 року, щоб взяти владу в свої руки, країною уже правила рада протестантських дворян, і була заснована протестантська Церква Шотландії. Марія відмовилась ратифікувати договір.
Єлизавета образила Марію, пропонуючи їй в чоловіки свого власного залицяльника Роберта Дадлі. Натомість 1565 року Марія стала дружиною Генрі Стюарта, лорда Дарнлі, самопроголошеного претендента на англійський престол. Це одруження започаткувало ланцюжок помилок, які врешті-решт призвели до перемоги шотландських протестантів та Єлизавети. Дарнлі різко втратив популярність у Шотландії, а потім зганьбив себе вбивством італійського секретаря Марії Девіда Річчіо. У лютому 1567 року Дарнлі вбили змовники, яких, швидше за все, очолював Джеймс Гепберн, 4-ий граф Ботвелл. Незабаром, 15 травня 1567 року, Марія стала дружиною Ботвелла, збуджуючи підозри про те, що вона брала участь у змові проти свого чоловіка.
Ці події прискорили падіння Марії та її ув'язнення в замку Лох-Левен. Шотландські дворяни змусили її відректись від престолу на користь сина, Джеймса, народженого 1566 року. Джеймса забрали у замок Стерлінг, щоб виховати його протестантом. Марія втекла з Лох-Левена 1568 року, але після ще однієї поразки перейшла кордон з Англією, сподіваючись на підтримку Єлизавети. Єлизавета інстинктивно захотіла відновити Марію на троні, але її радники переконали не чинити квапливих дій. Єлизавета не стала витрачати англійські армії в Шотландії і не відіслала Марію у Францію до католицьких ворогів Англії, а затримала Марію в Англії, де вона провела наступні 19 років в ув'язненні.
Бунтарі швидко почали будувати плани щодо визволення Марії. 1569 року заколотники Північного повстання хотіли одружити її з Томасом Говардом, 4-им герцогом Норфолкським. Єлизавета, після деякого вагання, стратила герцога Норфолка за державну зраду. Папа Пій V видав буллу Regnans in Excelsis 1570 року, оголошуючи Єлизавету, «удавану королеву Англії та служительку злочинів», єретиком, і звільнив її підданих від будь-якого підданства. Це надало англійським католикам стимулу вважати Марію Стюарт справжньою королевою Англії. Можливо, Марія не знала про всі католицькі інтриги, але її роль у змові Рідольфі 1571 року та змові Бебінгтона 1586 року спонукали голову контррозвідки Єлизавети сера Френсіса Волсінгема та королівську раду старанно зібрати достатньо доказів проти Марії. Спочатку Єлизавета відмовлялась видавати указ про страту Марії. З кінця 1586 року Єлизавету переконали санкціювати суд та страту Марії на підставі листів, написаних нею під час змови Бебінгтона. 8 лютого 1587 року Марію стратили відсіканням голови в замку Фотерінгей в Нортгемптонширі. Їй було 44 роки.

### Іспанія

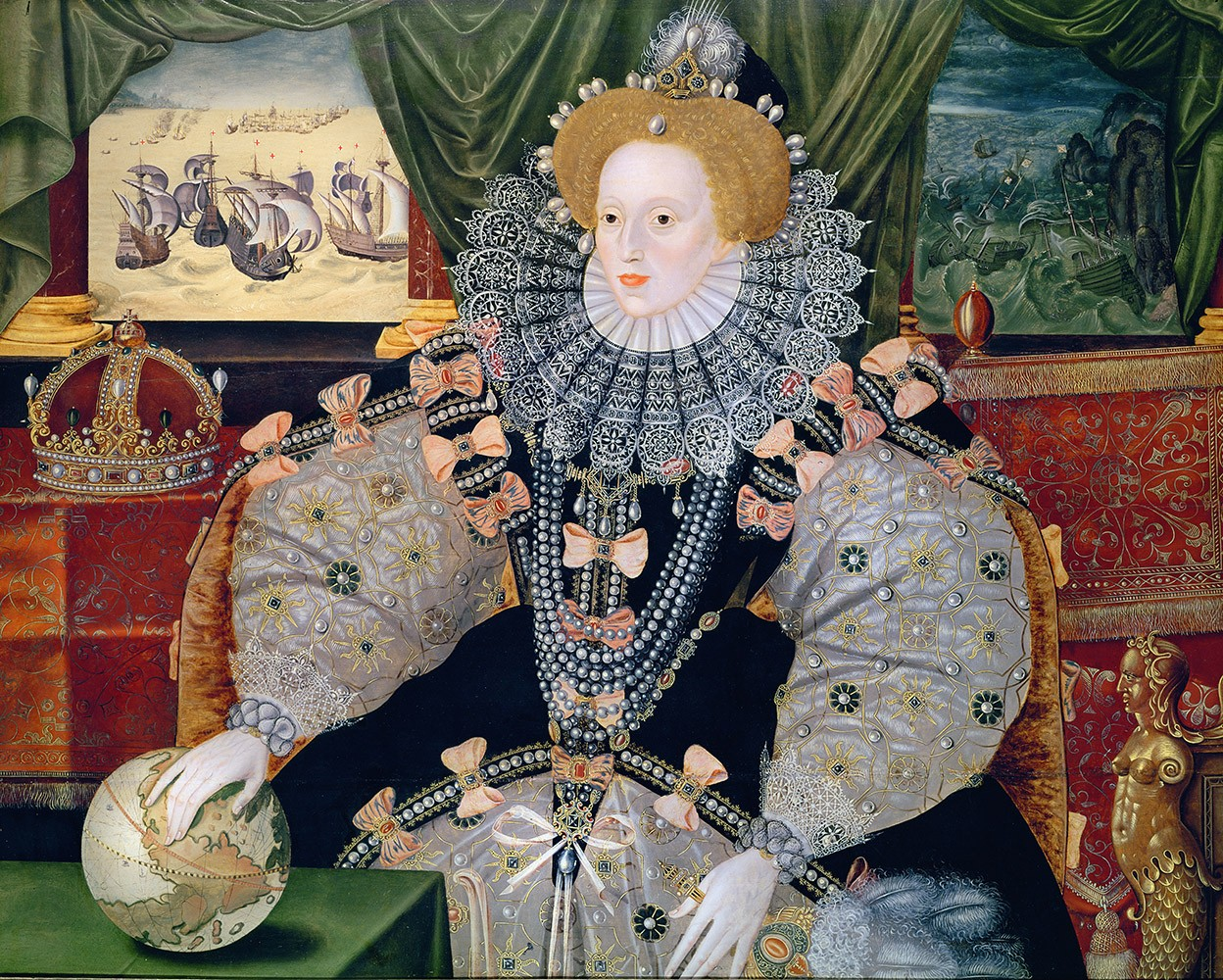
Портрет Єлизавети на честь перемоги над Іспанською Армадою (1588), де її зображено на тлі битви. Рука королеви спочиває на глобусі, символізуючи її міжнародну силу.

Після катастрофи з окупацією та втратою Гавра в 1562—1563 роках Єлизавета уникала військових експедицій на континенті аж до 1585 року, коли вона послала англійську армію на підмогу протестантським голландським повстанцям проти Філіпа II. Це сталося після смерті її союзників Вільгельма Тихого, принца Оранського й Франсуа, герцога Анжу в 1584 році та капітуляції кількох голландських міст перед губернатором Філіпа в Іспанських Нідерландах Александром Фарнезе, герцогом Парми. У грудні 1584 року союз між Філіпом ІІ і французькою Католицькою лігою в Жуанвілі перешкодив братові Анжу Генріху ІІІ ефективно запобігти іспанському впливу в Нідерландах. Це також розширило іспанський вплив вздовж французького узбережжя Ла-Маншу, де переважала Католицька ліга, та залишило англійські позиції уразливими. Облога Антверпена 1585 року герцогом Парми змусила англійців та нідерландців активніше протистояти ворогам. Як наслідок, Єлизавета підписала Нонсачський договір, обіцяючи голландцям військову допомогу. Ця домовленість розпочала Англо-іспанську війну, яка тривала до підписання Лондонського договору 1604 року.
Експедицію очолив її колишній фаворит Роберт Дадлі, граф Лестер. Насправді план Єлизавети полягав у неактивній допомозі Нідерландам, доки Англія підписуватиме таємний мир з Іспанією. Королева наказала Дадлі та його армії уникати сутичок з іспанцями. Всупереч вказівкам граф Лестер прийняв посаду генерал-губернатора Нідерландів, запропоновану йому Генеральними штатами. Посли Єлизавети, прибувши в Нідерланди привселюдно розкритикували дії Лестера перед Державною радою. Фінансування кампанії скоротилось, Лестер продовжував проявляти свої вади в ролі полководця, англійські та голландські дипломати не погоджувались у переговорах, і їхні цілі дедалі більше розбігались. Роберт Дадлі подав у відставку в грудні 1587 року.
За цей час, у 1585—1587 роках, сер Френсіс Дрейк зі своїм флотом організував масштабну подорож на Карибські острови проти іспанських кораблів та портів. Дрейк успішно взяв Кадіс і знищив військовий флот, який Іспанія мала намір використати для атаки на Єлизавету. Філіп II вирішив напасти на Англію.
12 листопада 1588 року Іспанська Армада взяла курс на Ла-Манш, плануючи вторгнення під проводом герцога Парми в південно-східну Англію з Нідерландів. План провалився через низку прорахунків, невдач та через атаку англійських вогнесуден 29 липня поблизу від Ґравеліна. Переможені залишки Армади відступили до Іспанії, зазнавши катастрофічних втрат біля узбережжя Ірландії. 8 серпня Єлизавета зібрала в Тілбері, Ессекс, армію на чолі з графом Лестерським для захисту Англії в разі висадки католиків. Одягнена в срібний панцир та білу сукню, верхи на білому коні, королева звернулася до військових з однією зі своїх найвідоміших промов:
 Любі мої піддані, мене попередили, що стояти перед такою численною армією є небезпечно через імовірність зради; але запевняю вас, що я не збираюсь жити з недовірою до свого відданого та люблячого народу… Хоч я маю тіло слабкої та немічної жінки, але я маю мужність короля, і навіть короля Англії, і я зневажаю думку про те, що герцог Парми та король Іспанії, чи будь-який інший князь Європи насмілився б вторгнутися у моє королівство.
Коли вторгнення не відбулось, країна зраділа. Святкування при вході Єлизавети в Собор Святого Павла на подячний молебень було таке ж грандіозне як під час її коронації. Поразка Армади стала могутньою пропагандистською перемогою для Єлизавети та протестантської Англії. Англійці вважали свій порятунок знаком Божої прихильності та незламності країни під проводом королеви-діви. Все ж, ця перемога не була ключовим моментом війни, яка тривала ще довго і часто розгорталась на користь Іспанії. Нідерланди досі були під іспанським контролем, і загроза вторгнення ще нависала. Сер Волтер Релі твердив після Єлизаветиної смерті, що її обережність перешкоджала успіху війни з Іспанією:
 Якби покійна королева довіряла своїм воєначальникам так, як вона довіряла своїм писарям, ми за її життя перемогли б ту велику імперію та її королів. Але Її Величність робила все наполовину та незначними походами показала іспанцю як себе захищати, демонструючи йому його власне слабке місце. 
Хоча деякі історики критикують Єлизавету на тих же підставах, вердикт Релі частіше вважають несправедливим. Єлизавета мала достатньо вагомих причин не довіряти своїм генералам, які, коли в битві, були «спотворені самовпевненістю та самозакоханістю».

### Франція
Коли протестант Генріх IV успадкував французький трон 1589 року, Єлизавета послала йому військову допомогу. Це був її перший хід у Франції з часів відступу з Гавра в 1563 році. Французька католицька ліга та Філіп II ставили під сумнів правомірність престолонаслідування Генріха, і Єлизавета побоювалась захоплення іспанцями портів Ла-Маншу. Але наступні англійські кампанії у Франції були неорганізовані й невдалі. Ігноруючи королівські накази, лорд Віллоубі безрезультатно подорожував північною Францією з армією в 4000 воїнів. Він безладно відступив у грудні 1559 року, втративши половину своїх солдатів. Кампанія Джона Норрейса 1591 року, який очолив похід тритисячного загону в Бретань, була навіть більш катастрофічною. Єлизавета відмовилася постачати ресурси та підмогу, яких вимагали військовоначальники. Норрейс особисто прибув у Лондон, щоб благати про підмогу. Під час його відсутності Католицька ліга ледь не знищила в травні 1591 року залишки його армії в північно-західній Франції. У липні Єлизавета послала іншу армію під проводом Роберта Девере, 2-го графа Ессекса, на підмогу Генріху IV, який тримав в облозі Руан. Наслідки були такі ж гнітючі. Ессекс нічого не досяг і в січні 1592 року повернувся додому. Генріх покинув облогу в квітні. Як завжди, Єлизавета втратила контроль над своїми військовими командувачами, коли вони покидали територію Англії. Вона писала про Ессекса: «Ми не знаємо де він, чим він займається, та що він чинитиме».

### Ірландія
Попри те, що Ірландія була одним з двох королівств Єлизавети, вороже, а подекуди й автономне, католицьке населення було готове об'єднатися з ворогами королеви. Вона дарувала землю своїм придворним та перешкоджала іспанцям висадитися на острові й створити військову базу. У відповідь на ряд серйозних повстань англійські війська використали тактику випаленої землі, знищуючи території та вбиваючи чоловіків, жінок і дітей. 1582 року бунт на чолі з Джеральдом Фіцджеральдом, 15-им графом Десмондським, залишив близько 30 000 ірландців помирати від голоду. Поет Едмунд Спенсер писав, що «жертви були доведені до такого жалюгідного стану, що розчулили б навіть найтвердіші серця». Єлизавета порадила своїм генералам ставитися до ірландців, «тієї невихованої та варварської нації», з людяністю, хоч не була замучена докорами сумління, коли застосування сили й кровопролиття видавалися необхідними.
Найважче випробування для Єлизавети в Ірландії настало 1594 року під час Тайронського повстання — Ірландської дев'ятирічної війни. Лідер заколотників, Х'ю О'Ніл, граф Тайрон, покладався на іспанську підтримку. Навесні 1599 року Єлизавета відправила Роберта Девере, 2-го графа Ессекса, в Ірландію, щоб придушити повстання. Він не досяг успіху і повернувся в Англію без дозволу, тим самим розізливши королеву. Замість нього армію очолив Чарлз Блаунт, 8-й барон Маунтджой, якому треба було три роки, щоб перемогти бунтівників. О'Ніл зрештою здався в 1603 році, через кілька днів після смерті королеви.

### Московське царство
Єлизавета продовжила дипломатичні відносини, які були започатковані її покійним братом з Московським царством. Вона часто дружньо листувалася з Іваном Грозним, хоч царя нерідко дратувало те, що Єлизавета зосереджувалась на торгівлі, а не на можливості військового альянсу. Одного разу Іван навіть запропонував їй шлюб, а під кінець свого правління попросив у королеви притулок в Англії, в разі якщо його влада опинилася б в небезпеці. Після смерті Івана його недосвідчений син Федір Іванович успадкував трон. На відміну від свого батька, Федір не був зацікавлений в ексклюзивній торгівлі з Англією. Він оголосив своє царство відкритим для всіх іноземців, і відправив додому англійського посла сера Джерома Боуза, помпезність якого зносив Іван. Єлизавета відправила нового посла, доктора Джайлза Флетчера, з місією переконати регента Бориса Годунова переглянути царську позицію. Переговори провалилися, коли Флетчер привітав Федора зі зверненням, в якому посол опустив два з його титулів. Єлизавета продовжувала переконувати Федора, комбінуючи лестощі та докори. Вона запропонувала альянс, хоч сама відмовила в такій пропозиції Івану, але Федір категорично відкинув проєкт.

### Барбарія, Османська імперія, Японія
Торгові та дипломатичні відносини між Англією і Барбарськими державами склалися у період правління Єлизавети. Незважаючи на папську заборону та наперекір Іспанії, Англія створила торговельні відносини з Марокко, продаючи зброю, боєприпаси, деревину і метал в обмін на марокканський цукор. 1600 року Абд ель-Уед бен Мессод, головний секретар правителя марокканців Мулана Ахмад аль-Мансура, відвідав Англію як посол при дворі королеви Єлизавети I з метою проведення переговорів про створення англо-марокканського альянсу проти Іспанії. Єлизавета погодилася продати боєприпаси Марокко, і обговорила з Муланом Ахмад аль-Мансуром можливу спільну операцію проти іспанців. Обговорення, однак, залишилися безрезультатними, оскільки обидва правителі померли протягом двох років після переговорів.
Також були встановлені дипломатичні відносини з Османською імперією під час створення Левантської торговельної компанії і відправлення в Стамбул Вільяма Гарборна, першого англійського посла в Османській імперії, в 1578 році. Перший договір про торгівлю був підписаний в 1580 році. Численні посланці курсували в обох напрямках, і між Єлизаветою і Султаном Мурадом III підтримувалася жваве листування. В одній кореспонденції Мурад зауважив, що іслам і протестантизм мають «набагато більше спільного одне з одним, ніж з католицизмом, оскільки протестантизм та іслам відкидають поклоніння ідолам», і виступав за союз між Англією та Османською імперією. На жах католицькій Європі Англія експортувала олово та свинець (для гарматного лиття) і боєприпаси для складів Османської імперії, і Єлизавета серйозно обговорювала спільні військові операції з Мурадом III під час війни з Іспанією 1585 року, коли Френсіс Волсінгем лобіював пряме військове втручання османців проти спільних іспанських ворогів.
Перший англієць, якому вдалось досягти Японії, Вільям Адамс, був колишнім співробітником Берберійської компанії, створеної в 1585 році. Він висадився в Японії в серпні 1600 року як представник Голландської Ост-Індійської компанії. Він зіграв ключову роль як радник японського сьоґуна, і допоміг у створенні перших дипломатичних контактів та комерційних договорів між Англією і Японією.

## Останні роки

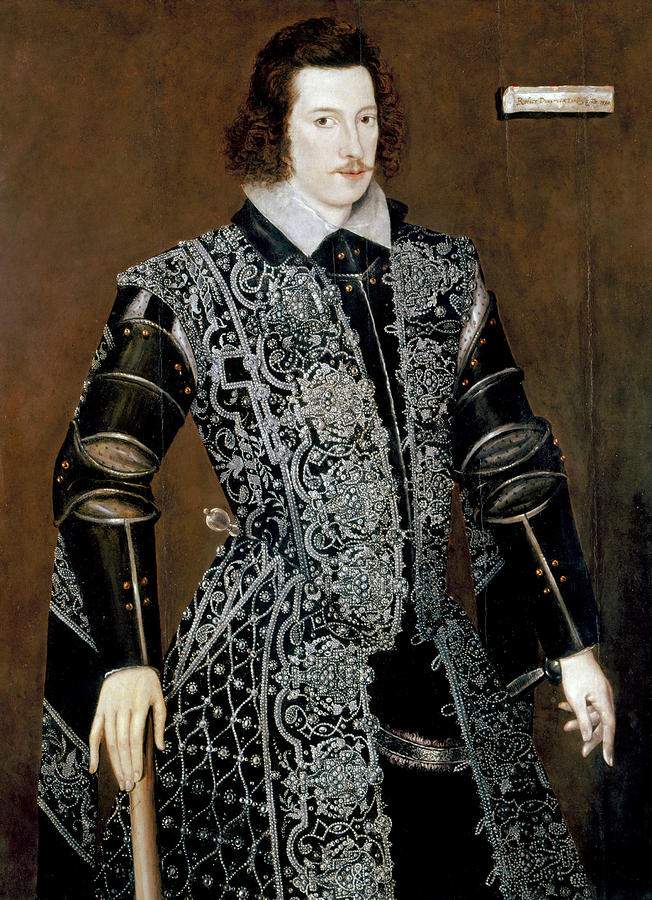
Роберт Деверо, 2ий Граф Ессекс, 1590 рік

Коли шлюб став малоймовірним, образ королеви поступово почав змінюватися. Її змальовували як Бельфібу або Астрею, і після Армади, як Ґлоріану — вічно молоду фею-королеву з поеми Едмунда Спенсера. Її портрети стали менш реалістичними і перетворились у загадковий набір ікон, які зображали її набагато молодшою, ніж вона була. Її шкіра з 1562 року була покрита шрамами від натуральної віспи, яка залишила її наполовину лисою і залежною від перук та косметики. Сер Волтер Релі назвав її «дамою, яку час схопив несподівано». Все ж, чим більше Єлизавета втрачала свою красу, тим більше її вихваляли придворні.
Єлизавета із задоволенням грала роль красуні, й цілком можливо, що в останнє десятиліття свого життя вона почала вірити в правдивість цієї ролі. Вона почала відноситись з ніжністю і поблажливістю до Роберта Девере, графа Ессекського — чарівного молодого, але дратівливого, чоловіка, який дозволяв собі примхи, за які королева його прощала. Вона неодноразово призначала його на військові посади, незважаючи на його безвідповідальність і некомпетентність. Після дезертирства Ессекса та його втечі з військової кампанії в Ірландії 1599 року, Єлизавета наказала помістити його під домашній арешт і через рік позбавила його монополій. У лютому 1601 року граф спробував підняти повстання в Лондоні. Він мав намір захопити королеву, але мало хто його підтримав, і його стратили 25 лютого. Єлизавета знала, що вона, через власні прорахунки, була частково винною в цьому повороті подій. Спостерігач при дворі повідомив 1602 року, що «вона знаходить насолоду в тому, що сидить у темряві та оплакує Ессекса».
Монополії, забрані в Ессекса, стали типовими нагородами для значних придворних в останні роки правління Єлизавети. Вона покладалась на цю безкоштовну систему патронажу, радше ніж на прохання парламенту про збільшення субсидій у воєнний час. Такі дії дуже скоро привели до фіксації цін, збагачення придворних за рахунок суспільства і повсюдного обурення. У 1601 році це збентежило Палату громад парламенту. У своїй знаменитій «золотій промові» 30 листопада 1601 року Єлизавета стверджувала, що не знала про зловживання і виграла підтримку членів парламенту своїм майстерним закликом до почуттів.
Період після перемоги над іспанською Армадою 1588 року приніс нові труднощі для Єлизавети, які тривали п'ятнадцять років — аж до кінця її царювання. Конфлікти з Іспанією та Ірландією затягнулися, податковий тягар став важчим, і економіка була виснажена поганими врожаями та витратами на війну. Ціни росли, і рівень життя впав. Протягом цього часу репресії проти католиків посилилися, і в 1591 році Єлизавета встановила комісії, уповноважені розслідувати діяльність католицьких родин. Для підтримки ілюзії миру і процвітання, вона більшою мірою покладалась на внутрішніх шпигунів і пропаганду. Посилення критики в останні роки її життя вказує на зменшення громадської прихильності до королеви.
Однією з причин для цього, як його тепер часто називають, «другого правління» Єлизавети стала зміна характеру королівської Таємної ради Єлизавети в 1590 році. До влади прийшло нове покоління. За винятком Вільяма Сесіла, найважливіші політики померли близько 1590 року: граф Лестер у 1588 році, сер Френсіс Волсінгем у 1590 році, сер Крістофер Гаттон у 1591 році. Фракційна боротьба в уряді, яка не існувала у подібній формі до 1590-х років, стала головною рисою в останнє десятиліття правління королеви. Суперництво між графом Ессексом і Робертом Сесілом, сином лорда Берглі, затьмарило політику. Особистий авторитет королеви ослабився, судячи зі скандалу з доктором Лопесом, її довіреним лікарем. Коли він був несправедливо звинувачений графом Ессексом у державній зраді, вона не змогла завадити його страті, хоча була незадоволена його арештом, і не вірила, що він був винний.
Однак, цей період економічної та політичної нестабільності, створив неперевершений літературний розквіт в Англії. Перші ознаки нового літературного руху з'явилися в кінці другого десятиліття правління Єлизавети, з поширенням популярності «Евфуеса» Джона Лілі і «Пастухового календаря» Едмунда Спенсера у 1578 році. У 1590 році дозріли деякі з великих імен англійської літератури, зокрема Вільям Шекспір у Крістофер Марлоу. У цей період і в епоху короля Якова англійський театр досяг небачених до того вершин. Поняття великої епохи Єлизавети багато в чому завдячує будівельникам, драматургам, поетам і музикантам, які працювали під час правління Єлизавети I. Вони мало в чому безпосередньо завдячували королеві, яка ніколи не була основною покровителькою мистецтв.

## Смерть

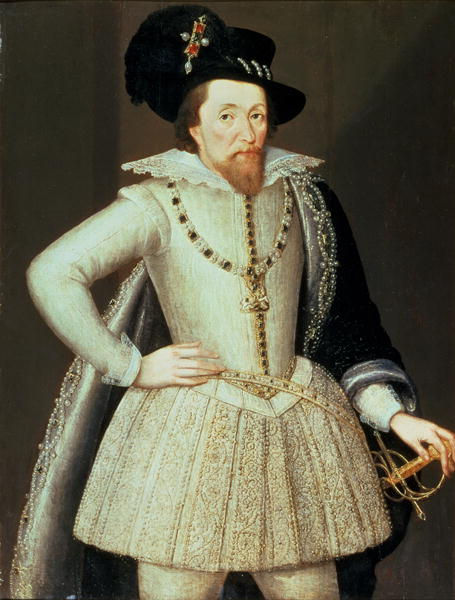
Король Яків (Джеймз) IV

Найдовіреніший радник Єлизавети Вільям Сесіл, барон Берлі, помер 4 серпня 1598 року. Його політична мантія перейшла до його сина Роберта Сесіла, який незабаром став лідером уряду. Одним із його завдань було підготувати ґрунт для плавного переходу влади після смерті королеви. Оскільки Єлизавета відмовлялась назвати свого наступника, Сесіл був змушений діяти потайки. Він вступив у переговори з Яковом VI Шотландським, який мав сильні, але невизнані претензії. Сесіл допоміг Якову лестощами переконати Єлизавету пообіцяти йому корону після своєї смерті.
Здоров'я королеви залишалося стабільним до осені 1602 року, коли серія смертей серед її друзів вкинула її у тяжку депресію. У лютому 1603 року особливим ударом стали смерті Катерини Говард, графині Ноттінгем, та племінниці її двоюрідної сестри і близької подруги леді Катерини Ноуллз. У березні Єлизавета захворіла і поринула в стан постійної і непереборної меланхолії. Вона померла 24 березня 1603 року в Ричмондському палаці, між другою і третьою годиною ночі. Кілька годин потому Сесіл і Таємна рада ввели в дію свій план і проголосили Якова VI Шотландського королем англійським Яковом I.
Труну Єлизавети перевезли вечірньою процесією в палац Вайтхолл на баржі, освітленій смолоскипами. Для похорону 28 квітня труну доставили у Вестмінстерське абатство на катафалку, запряженому четвіркою коней та прикрашеному чорним оксамитом.
Незважаючи на наявність інших претендентів на престол, передача влади пройшла гладко. Правонаступництво Якова скасувало Третій акт про спадкування Генріха VIII та його заповіт на користь нащадків його молодшої сестри Марії Тюдор. Щоб виправити це Яків та парламент прийняли Акт про престолонаслідування 1603 року. Питання про те, чи має право парламент контролювати престолонаслідування, було спірним протягом XVII століття.

## Історична спадщина

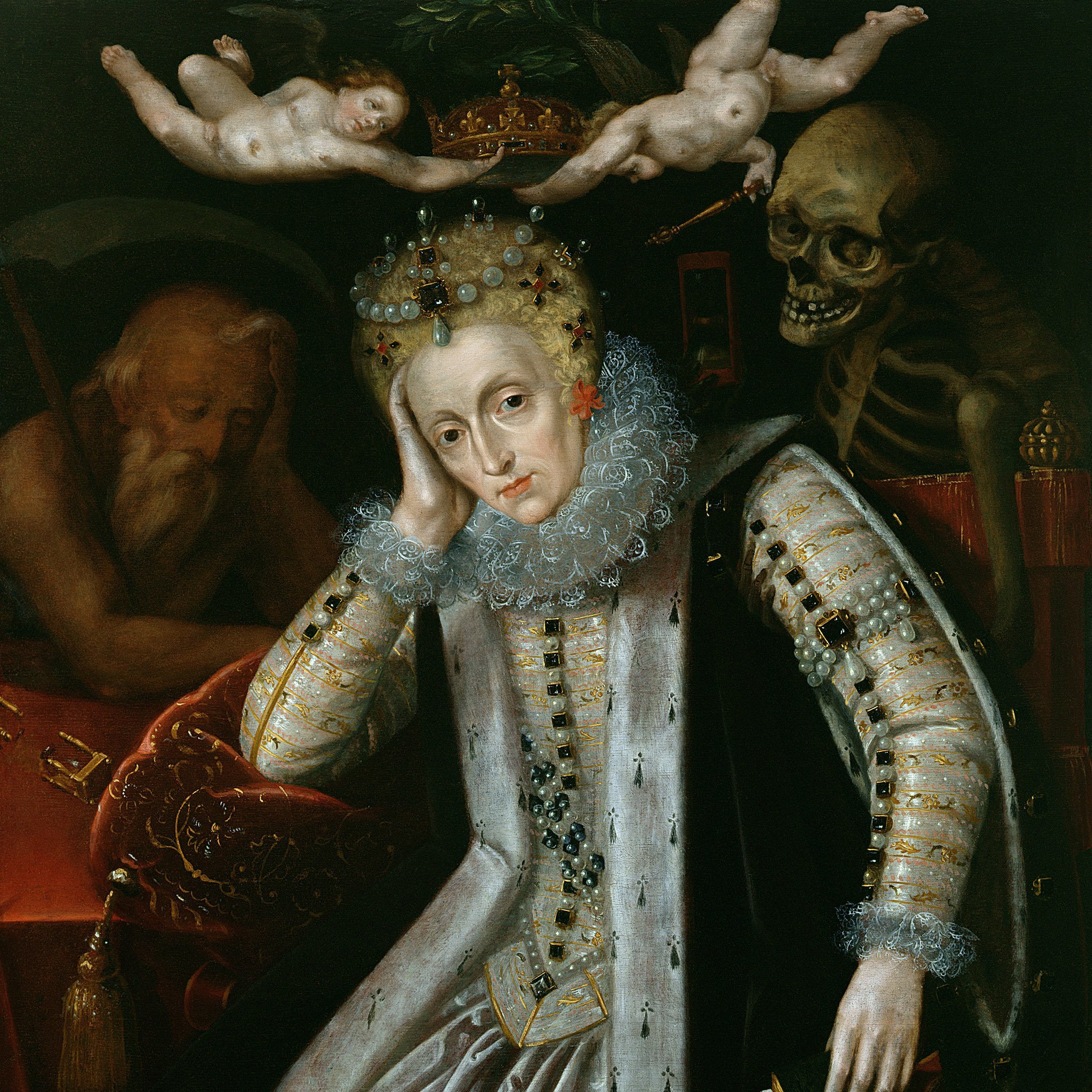
Єлизавета I, намальована після 1620, під час першого відродження інтересу до її правління. Час спить за її правим плечем, і Смерть дивиться з-поза лівого. Два путо тримають її корону.

Єлизавету оплакували, але багато хто зітхнув з полегшенням після її смерті. Країна мала великі сподівання на короля, і спочатку вони здійснювалися: війна проти Іспанії завершилася в 1604 році, податки були знижені. До смерті Роберта Сесіла в 1612 році уряд працював за незмінною схемою. Правління Якова, однак, стало непопулярним, коли він передав державні справи в руки придворних фаворитів, і в 1620-х роках почалась ностальгія за правлінням королеви Єлизавети. Єлизавету розхвалювали як героїню протестантського руху і правительку золотої доби. Якова зображали прихильником католиків та правителем корумпованої влади. Тріумфальні зображення Єлизавети, створені в кінці її правління, приймались за правду на тлі фракційності, військових та економічних труднощів, і почалося завищення її репутації. Годфрі Гудмен, єпископ Глостера, писав: «Коли ми відчули на собі шотландське керівництво, слава про королеву відродилась. Саме тоді й зросло шанування її пам'яті.» Правління Єлизавети змальовували як ідеальний час, коли корона, церква і парламент працювали в конституційній рівновазі.
Образ Єлизавети, створений її протестантськими прихильниками на початку XVII століття, виявився міцним і впливовим. Пам'ять про неї відродилася також під час Наполеонівських війн, коли країна знову опинилася на межі чужоземного вторгнення. У період Вікторіанської епохи легенда Єлизавети була адаптована до імперської ідеології тогодення, а в середині XX-го століття Єлизавета ще раз стала романтичним символом національного опору чужоземній загрозі. Англійські історики того часу тлумачили правління Єлизавети, як золоту добу прогресу.
Теперішні історики, однак, дотримуються складнішої точки зору. Її правління славиться розгромом Армади і успішними рейдами проти іспанців, як, наприклад, на Кадіс у 1587 і 1596 роках, але деякі історики вказують на воєнні невдачі на суходолі та морі. Проблеми Єлизавети в Ірландії також заплямували її образ в історії. Замість образу хороброї захисниці протестантської нації проти Іспанії та Габсбургів вона дедалі частіше розглядається як правителька, обережна у своїй зовнішній політиці. Вона надавала тільки мінімальну допомогу іноземним протестантам і не давала своїм командирам необхідних коштів для зміни ситуації за кордоном.
Єлизавета створила англійську церкву, яка допомогла сформувати національну ідентичність і продовжує існувати досі. Ті, хто хвалили її пізніше як протестантську героїню, забували про її відмову припинити всі католицькі обряди. Історики відзначають, що в її часи суворі протестанти вважали Акт про врегулювання та однаковість 1559 року компромісом. Єлизавета вважала, що віра — це особисте, і не бажала, як сказав Френсіс Бекон, «створювати вікна в душі людей та в їхні таємні думки».
Незважаючи на переважно оборонну зовнішню політику Єлизавети, її правління підняло статус Англії за кордоном. «Вона всього лише жінка, повелителька тільки половини острова», — дивувався папа Сікст V, — «і все ж вона примушує Іспанію, Францію, Священну Римську Імперію й усіх інших боятися себе». При Єлизаветі народ отримав нову впевненість у собі й почуття суверенітету, оскільки католицький світ розпадався. Єлизавета була першою з Тюдорів, хто визнав, що монарх керує завдяки народній згоді. Тому вона завжди працювала з парламентом, і її радники завжди могли їй казати правду: стиль правління, який відкинули її наступники — Стюарти. Деякі історики називають її щасливою: вона вважала, що Бог її захищає. Пишаючись тим, що вона «просто англійка», Єлизавета вірила у Бога, чесну пораду і любов своїх підданих заради успіху її правління. У молитві вона подякувала Богові так:
У час, коли війна, спокуса і тяжкі переслідування засмучують майже всіх королів і всі країни навколо мене, моє правління залишається в мирі, і моє королівство домом для Твоєї вистражданої Церкви. Любов моїх людей залишилася непохитною, й підступи моїх ворогів безуспішні.
Мала в народі прізвиська королева-дівиця, Глоріана та Добра королева Бесс